# Trinidad (Lotto)
La Trinidad es una pintura al óleo sobre lienzo de 170 x 115 cm de Lorenzo Lotto, que data aproximadamente de 1519-1520 y se encuentra en depósito temporal en el Museo Adriano Bernareggi de Bérgamo.

## Historia
El retablo, de tamaño mediano, pero de altísima calidad artística, había sido pintado para la iglesia de la Trinidad de Bérgamo, que alguna vez existió frente a la iglesia del Espíritu Santo. Quedó en el altar mayor, junto a otra obra también pintada por Lotto, el Cristo de la Misericordia con la Virgen, San José y un santo. En 1808 la iglesia fue suprimida y luego demolida, y el retablo fue adquirido por el cura local Don Giovanni Battista Conti, que luego fue heredado por su hermano Giuseppe quien en 1818 lo donó a la iglesia de Sant'Alessandro della Croce. Actualmente se exhibe en el Museo Adriano Bernareggi de Bérgamo. 
La datación es incierta, sin embargo se considera una de las primeras obras del pintor en Bérgamo, quizás inmediatamente después del Retablo Martinengo (1513-1516), cuando el pintor todavía estaba influenciado por el clasicismo rafaelesco; las similitudes de la figura de Cristo con la de la capilla Suardi en Trescore Balneario o la del Políptico de los santos Alejandro y Vicente sugerirían más bien una localización temporal al final de la etapa bergamasca del artista, o una revisión de sus primeras obras.
Las dimensiones del lienzo fueron modificadas en 1793 por Francesco Rossis o Rospis, quien redondeó las esquinas con un corte limpio con tijeras, quizás para adaptarlo a un nuevo marco barroco, y fue reforzado con un lienzo de soporte que provocó, debido al uso de pegamento de cola, el deterioro de los colores alterando las capas fundamentales de la pintura, dañándola gravemente, al igual que las marcas de los clavos de la fijación al marco, todo por un coste de 31 liras. La primera intervención de restauración fue realizada por el laboratorio de la Academia Carrara en los años 1980, bajo la dirección de Bertelli, en 1997 por Benigni y en 2010 por Minerva Maggi, Eugenia De Beni y Alberto Sangalli bajo la dirección científica de Pacia. 

## Descripción y estilo
Desde el punto de vista iconográfico, el retablo destaca como una de las creaciones más imaginativas de Lotto, copiado durante los siglos siguientes por artistas locales. En particular, el retablo de la Trinidad de Giovanni Battista Moroni conservado en la iglesia de San Juliano de Albino,  y cuatro de Enea Salmeggia.
Lotto se manifiesta en toda su gran preparación teológica que surge de la intensa lectura, estudio e interpretación de las Sagradas Escrituras. De hecho, Jesús está representado como Redentor en la gloria dorada del Cielo dentro de un círculo de nubes (del que asoman querubines), como en las escenas de la Transfiguración. Apoya sus pies sobre dos arcos celestes y extiende sus brazos abiertos para mostrar las heridas de la Pasión, en medio del esplendor de sus paños flotantes, mientras la radiante paloma del Espíritu Santo vuela sobre él.
Lo más extraordinario, sin embargo, es la aparición del Padre: en lugar de la divinidad humanizada como un anciano, tal vez evocada por una mano bendiciendo que aparece en el cielo, como era la costumbre representar, Lotto lo representó como una entidad de luz pura, una silueta casi traslúcida que se materializa detrás del Hijo, levantando los brazos, en un concierto de gestos sumamente eficaces, refiriéndose al libro del Deuteronomio:

No has visto ninguna imagen, solo escuchas una voz.
Deuteronomio IV,12

y del Éxodo: 

No puedes contemplar mi rostro, porque ningún hombre puede contemplarme y permanecer con vida.
Éxodo, XXXIII,20

La luz de la emanación divina invade el lienzo, de forma tan deslumbrante que, por contraste, las nubes aparecen oscuras y grisáceas, sin mencionar el paisaje terrestre en la parte inferior, que se asienta como una mancha de sombra. El Hijo es imagen del Padre que lo envuelve con su amor luminoso y evidente hacia su pueblo a través del misterio de la Salvación.

Quien me ve, ve también al que me envió.
Juan. XII, 45

Se trata de una verdadera "inversión del partido luminista" (Lucco, 1997), que confiere a la parte superior una connotación particularmente etérea y divina.